# (73191) 2002 JY1
(73191) 2002 JY1 – planetoida z pasa głównego asteroid okrążająca Słońce w ciągu 4,26 lat w średniej odległości 2,63 j.a. Odkryta 4 maja 2002 roku.